# Vladimir Tsepelyov
Vladimir Tsepelyov (en russe : Владимир Цепелёв), né le 10 octobre 1956, est un athlète soviétique, spécialiste du saut en longueur.

## Biographie
Concourant sous les couleurs de l'URSS, il remporte la médaille de bronze des Championnats d'Europe 1978, à Prague, se classant avec la marque de 8,01 m derrière le Français Jacques Rousseau et le Yougoslave Nenad Stekić.
L'année suivante, à Vienne, Vladimir Tsepelyov s'adjuge le titre des Championnats d'Europe en salle avec un saut à 7,88 m, devançant finalement son compatriote soviétique Valeriy Podluzhniy et l'Est-allemand Lutz Franke.
Son record personnel en plein air, établi le 5 juin 1982 à Riga, s’inscrit à 8,13 m.

### Palmarès
| Date | Compétition                    | Lieu   | Résultat | Marque |
| ---- | ------------------------------ | ------ | -------- | ------ |
| 1978 | Championnats d'Europe en salle | Milan  | 3e       | 7,73 m |
| 1978 | Championnats d'Europe          | Prague | 3e       | 8,01 m |
| 1979 | Championnats d'Europe en salle | Vienne | 1er      | 7,88 m |

### Records
| Épreuve          | Épreuve   | Performance | Lieu    | Date           |
| ---------------- | --------- | ----------- | ------- | -------------- |
| Saut en longueur | Plein air | 8,13 m      | Riga    | 5 juin 1982    |
| Saut en longueur | Salle     | 8,00 m      | Vilnius | 6 février 1983 |